# Клаусия
Кла́усия (лат. Cláusia) — род цветковых растений семейства Капустные. Ареал — Евразия.
Название роду дано Петром Яковлевичем Корнух-Троцким (1803—1877) в честь Карла Карловича Клауса (нем. Karl Ernst Klaus, 1796—1864), российского химика, фармацевта, ботаника, профессора Казанского университета, исследователя флоры Заволжья; автора трудов по химии металлов платиновой группы, первооткрывателя химического элемента рутения.

## Ботаническое описание
Виды рода Клаусия — многолетние травянистые растения. Листорасположение очерёдное. Листья простые. Цветки белого или сиреневого цвета, 4-лепестковые. Плод — стручок.

## Виды
| - Clausia agideliensis M.S.Knjasev - Clausia aprica (Stephan ex Willd.) Korn.-Trotzky — Клаусия солнцелюбивая - Clausia gracillima Popov ex Botsch. & Vved. - Clausia hispida Lipsky - Clausia kasakhorum Pavlov - Clausia mollissima Lipsky - Clausia olgae Lipsky - Clausia papillosa Vassilcz. | - Clausia podlechii Dvorak - Clausia robusta Pakhomova - Clausia sarawschanica Lipsky - Clausia trichosepala (Turcz.) Dvorak - Clausia tschimganica Popov ex V.P.Botschantzev & A.I.Vvedensky - Clausia turkestanica Lipsky - Clausia ussuriensis Busch |